# Nutzlastverkleidung

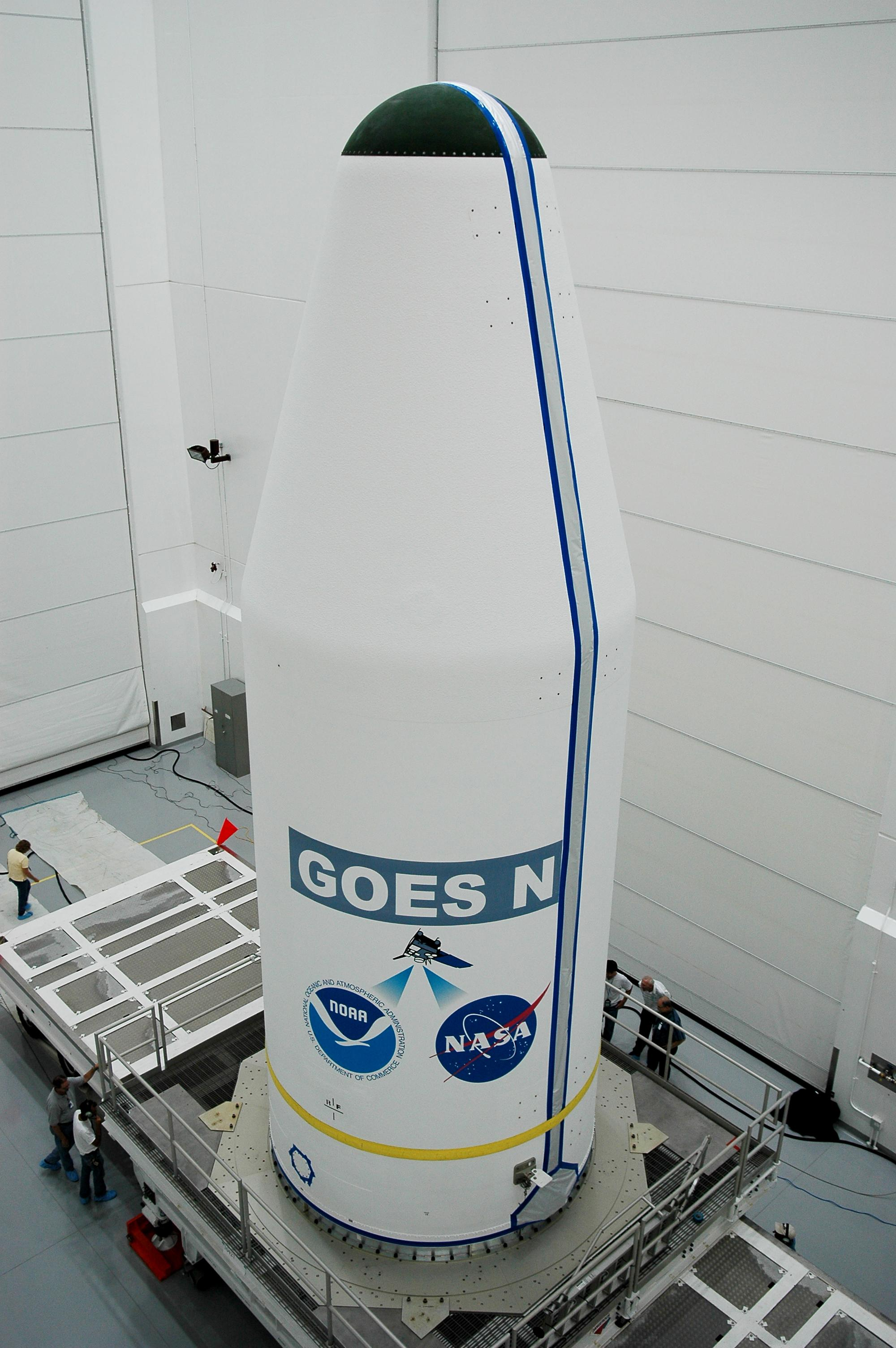
Die Nutzlastverkleidung einer Delta IV Medium+ 4.2

Eine Nutzlastverkleidung (englisch payload fairing oder nose fairing) umgibt fast immer die Nutzlast einer Rakete und schützt diese vor externen Einwirkungen.

## Aufgaben einer Nutzlastverkleidung
Die Nutzlastverkleidung einer Trägerrakete schützt empfindliche Lasten wie Satelliten, Raumsonden oder auch einen Gefechtskopf auf der Startrampe vor Witterungseinflüssen (Regen, Wind, Staub etc.). Nach der Triebwerkszündung und dem Start dagegen erfüllt sie noch wichtigere Aufgaben:
- Nach der Zündung der Triebwerke und kurz nach dem Start schützt sie die Nutzlast vor der akustischen Einwirkung des mitunter sehr hohen Lärmpegels der Raketenmotoren.

- Während des Fluges schützt sie die Nutzlast vor dem Luftwiderstand, und nach dem Überschreiten der Schallgeschwindigkeit muss sie die Nutzlast auch vor der durch den Überschallflug in den dichten Luftschichten entstehenden Reibungshitze an den Luftteilchen schützen.

Bei geheimen militärischen Satelliten trägt die Nutzlastverkleidung außerdem noch dazu bei, dass die Bauart und der Einsatzzweck des Satelliten zumindest bis nach dem Aussetzen im Orbit geheim bleibt.

### Einsatzdauer
Nachdem die Rakete die dichten Atmosphärenschichten verlassen hat, wird die Nutzlastverkleidung abgeworfen. Dazu wird die Nutzlastverkleidung während des Flugs bei den meisten Typen von Raketen seitlich längs wie auch am unteren Ende per Sprengschnur in mindestens zwei Teile aufgesprengt (in seltenen Fällen in mehr als zwei Teile) und diese abgestoßen. Auch die Trennung mit einem Spannbandsystem ist möglich. Die Teile fallen zurück zur Erde. Bei der Ariane 5 ist es üblich, die Nutzlastverkleidung in einer Höhe von ca. 110 km während der Brennzeit der Hauptstufe abzuwerfen, wenn die Reibungshitze, die der Satellit auszuhalten hat, geringer geworden ist als die durch die Sonnenstrahlung im Orbit entstehende Wärme. Dabei kommen für die vertikale wie auch für die horizontale Trennung pyrotechnische Systeme zum Einsatz. Bei Raketen der Falcon-Serie des US-Raumfahrtunternehmens SpaceX kommt beim Abwurf der Nutzlastverkleidung ein pneumatisches System zum Einsatz, das die Entstehung von Trümmerteilen reduzieren soll und vor dem Start auf korrekte Funktion überprüft werden kann.

Lange Nutzlastverkleidung der Ariane 5 mit erkennbaren Trennnähten.
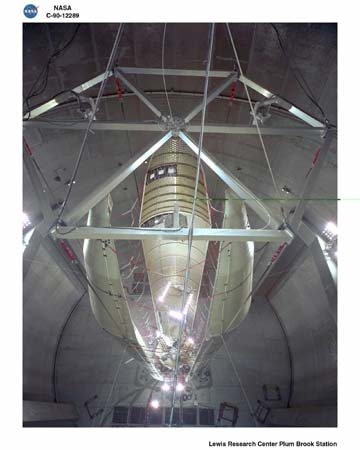
Nach einem Abwurftest sind die drei Teile der Titan-IV-Nutzlastverkleidung sichtbar, eine der wenigen aus mehr als zwei Teilen.
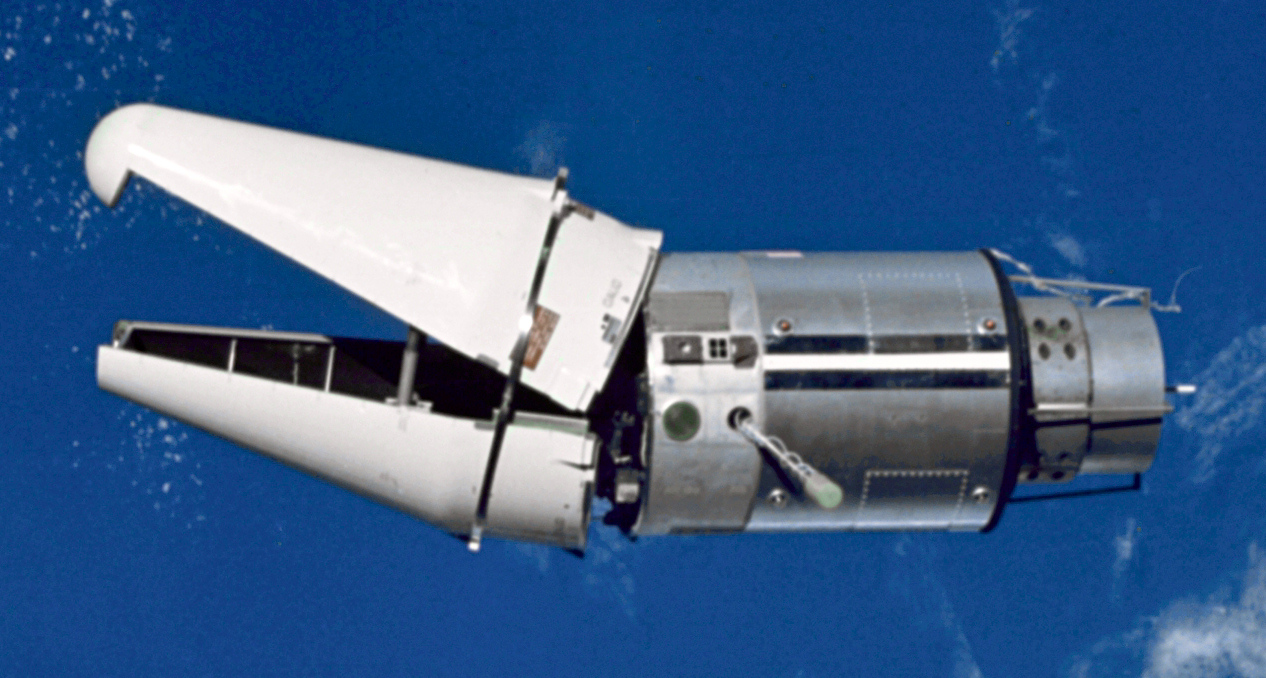
Nur teilweise gelöste Nutzlastverkleidung des ATDA während der Gemini-9-Mission.
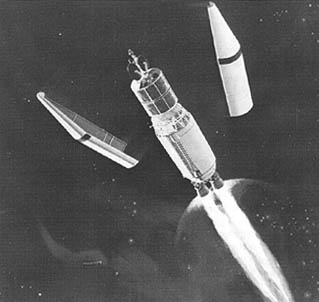
Eine Nutzlastverkleidung wird während des Betriebs der Oberstufe abgeworfen.

Da das Abwerfen der Nutzlastverkleidung während des Flugs bei einer sehr hohen Geschwindigkeit erfolgt (meistens während die Rakete weiter beschleunigt), kann die Nutzlastverkleidung in extrem seltenen Fällen die Nutzlast oder auch die Rakete treffen und schwer beschädigen. Auch kann sich die Nutzlastverkleidung in seltenen Fällen überhaupt nicht oder nur unvollständig abwerfen lassen. Beides kann ein Grund für Fehlstarts sein, wie bei Gemini 9 (Bild) oder bei zwei aufeinander folgenden Starts der Taurus-3110-Rakete mit dem Orbiting Carbon Observatory bzw. dem Glory-Satelliten. Einige Raketen (wie z. B. die Atlas V) drosseln während dieser Flugphase die Triebwerke, um durch eine kleinere Beschleunigung eine sicherere Trennung zu ermöglichen; einen geringen Treibstoffmehrverbrauch nimmt man dabei in Kauf.

## Materialien
Es gibt Nutzlastverkleidungen, die aus Metall bestehen (meistens Aluminium), wie die Standardnutzlastverkleidung der Delta-II-Rakete und Nutzlastverkleidungen aus Kompositmaterial (CFK etc.). Bei Ariane-Raketen wird zum Beispiel eine Aluminiumwabenkern-Struktur verwendet, die mit CFK-Sandwich-Elementen verkleidet ist. Als Schallschutz wird die Innenseite häufig noch mit Kork oder Kunststoffen verkleidet.

## Größe und Form

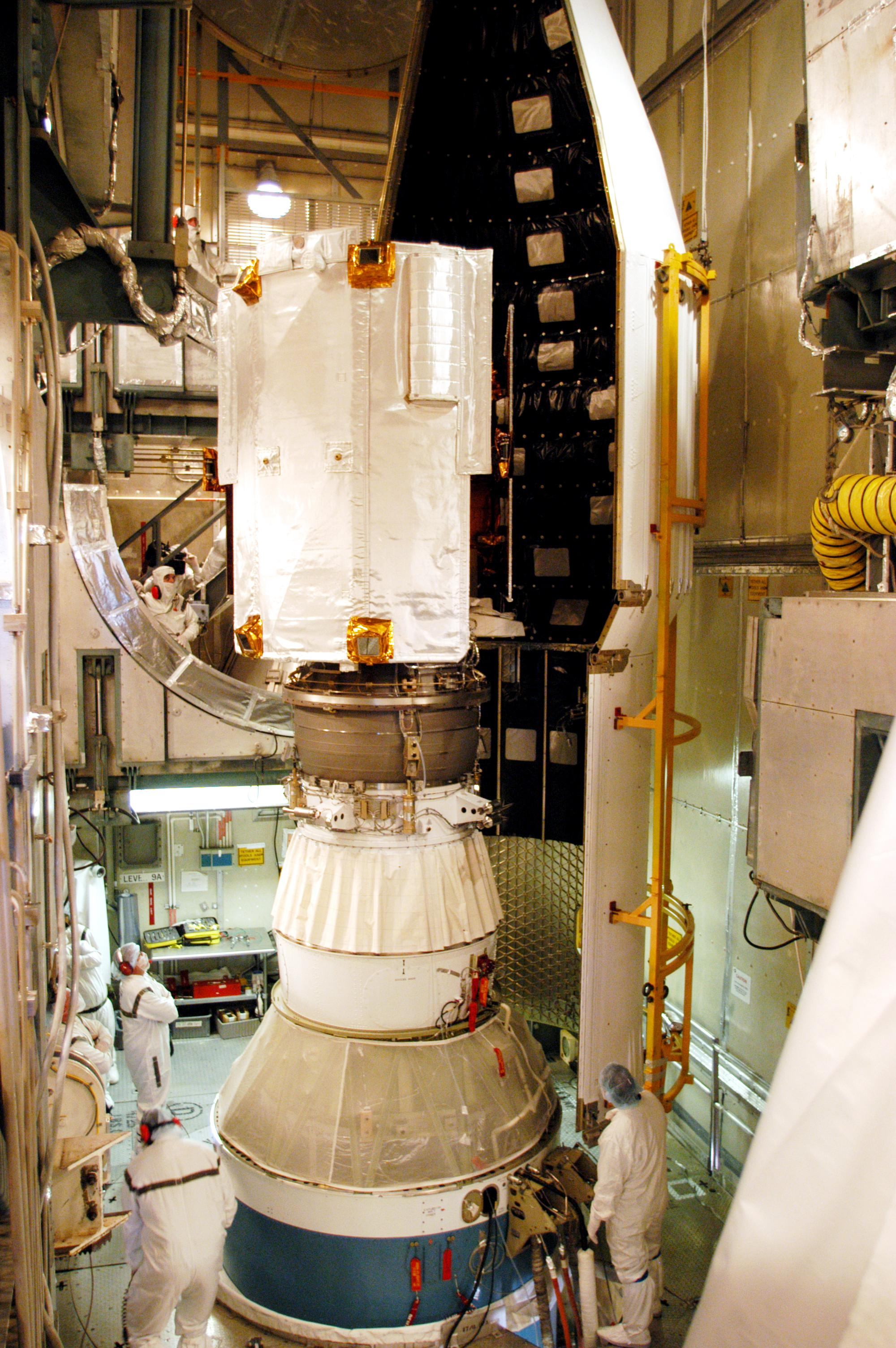
Die Standardnutzlastverkleidung einer Delta II Heavy wird um die Raumsonde MESSENGER installiert. Die Nutzlastverkleidung hat im unteren Teil einen Durchmesser von 2,44 m und im oberen Teil einen Durchmesser von 2,9 m.

Die Grundform aller Nutzlastverkleidungen ist die eines Zylinders, auf den ein Kegel aufgesetzt ist. Dadurch soll ein möglichst geringer Luftwiderstand erreicht werden.
In der Praxis gibt es hiervon je nach Einsatzzweck Abweichungen. Oft hat eine Nutzlastverkleidung einen größeren Durchmesser als die oberste Raketenstufe und es gibt einen Übergangsbereich, in dem sich ihr Durchmesser von dem der Oberstufe zu ihrem eigentlichen Durchmesser vergrößert. Auch haben die meisten Nutzlastverkleidungen abgerundete Spitzkegel anstatt normale Kegel an ihrer Spitze. Manche Nutzlastverkleidungen, wie die der Ariane 5, Vega und Atlas V 5XX, haben die Form eines Gewehrgeschosses ohne Ecken („Ogive“), um den Luftwiderstand weiter zu reduzieren. Die Größe einer Nutzlastverkleidung richtet sich nach der Größe der zu transportierenden Nutzlast. In der Regel ist es üblich, eine Nutzlastverkleidung mit einem standardisierten Durchmesser für unterschiedlich lange Nutzlasten in verschieden langen Versionen, u. U. auch mit Verlängerungsringen, anzubieten. Es gibt aber auch Raketen, die Nutzlastverkleidungen mit unterschiedlichen Durchmessern und Längen nutzen können.
Weiterhin wird bei einigen Raketentypen zusätzlich zur Nutzlast auch die Oberstufe der Rakete von der Nutzlastverkleidung umschlossen. Beispiele dafür sind die US-amerikanischen Titan-III-, -IV- und Atlas-V-Raketen mit einer 5,4-m-Verkleidung. Ebenfalls befindet sich bei der russischen Sojus/Fregat-Rakete die Fregat-Oberstufe in der Nutzlastverkleidung.

## Weitere Anforderungen
Weitere übliche Anforderungen oder Ausstattungsmerkmale können sein:
- Zugangstüren, um noch kurz vor dem Start Zugang zur Nutzlast zu haben;
- radiotransparente Bereiche, um Funksignale von einer während der Startphase aktiven Nutzlast empfangen zu können;
- Thermalschutz (meist eine Kork- oder Kunststoffschicht) insbesondere gegen die Reibungshitze während des atmosphärischen Fluges;
- elektrisch leitfähige weiße Farbe als Schutz gegen statische Ladung und Aufheizung durch die Sonne;
- Messtechnik, um die erfolgreiche Trennung zu verifizieren, wie z. B. ein abrollbares Band, das den Abstand zur Raketenstufe misst, oder Lagekreisel zur Messung der Rotationsgeschwindigkeiten;
- Klappensysteme, um den Innendruck während des Aufstieges kontrolliert abzulassen und das Eindringen von Außenluft zu verhindern.

Typischerweise wird der Bereich der Nutzlast unter der Nutzlastverkleidung bis zum Moment des Abhebens mit gefilterter und klimatisierter Luft versorgt. Der sichere Verschluss der dafür notwendigen Öffnung ist ebenfalls ein wichtiges Element.

## Wiederverwendung
Seit Beginn der Raumfahrt wurden Nutzlastverkleidungen zur maximalen Ausnutzung der Leistungsfähigkeit der Rakete so leicht wie möglich konstruiert. Während des Starts wurden sie so bald wie möglich abgeworfen, um Gewicht zu sparen. Danach fielen die Verkleidungen zu Boden bzw. ins Meer. Sie wurden dabei zerstört oder irreparabel beschädigt. Eine gezielte Landung war nicht vorgesehen. Neben der Zusatzmasse für andere Öffnungsmechanismen und Landehilfen wurde die Gefahr der Beschädigung durch den Aufprall oder das Salzwasser als zu hoch bewertet, als dass eine Wiederverwendung lukrativ erschien.
Das Thema geriet wieder in den Fokus, als SpaceX bekannt gab, sich die Wiederverwendung der Fairings zum Ziel gesetzt zu haben, um die Kosten/Start mit den mehrere Millionen Dollar teuren Verkleidungen zu senken. Es wurden – teils im laufenden Startbetrieb der Falcon 9 – Entwicklungen und Versuche durchgeführt, um die Verkleidungen heil zu Boden zu bringen. So wurden die beiden Hälften mit „Steuerdüsen“ versehen, welche die Fluglage beim Wiedereintritt stabil halten, sowie mit steuerbaren Flächenfallschirmen, an denen sie dann im Ozean wassern konnten. Erstmals gelang die Landung und Bergung einer Nutzlastverkleidungshälfte beim Start des Satelliten SES-10 am 31. März 2017. Danach stattete SpaceX das „Fangschiff“ Mr. Steven (später GO Ms. Tree genannt) mit einem großen, horizontal gespannten Netz aus. Am 25. März 2019 konnte nach einigen Fehlversuchen erstmals eine Verkleidungshälfte direkt aus der Luft aufgefangen werden. Danach gelang dies nur noch so selten, dass SpaceX die Fangversuche Anfang 2021 aufgab.
Am 11. November 2019 wurde erstmals eine Nutzlastverkleidung wiederverwendet. Die Falcon 9 der Starlink-1-(v1.0)-Mission startete mit einer Verkleidung, die bereits beim Arabsat-6A-Start auf einer Falcon Heavy gestartet und anschließend aus dem Meer gefischt worden war.

## Missionslogos

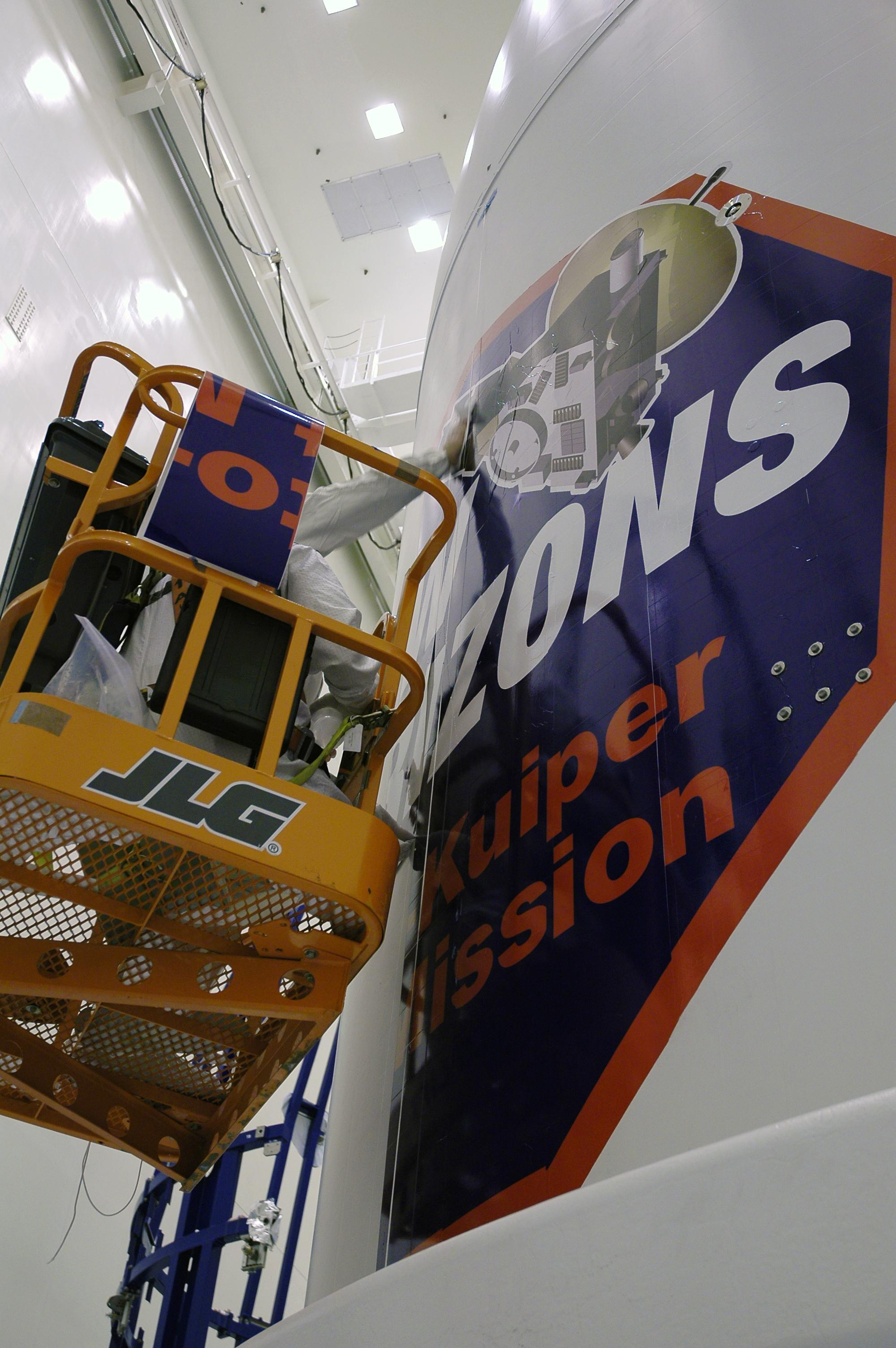
Das Missionslogo der Raumsonde New Horizons wird streifenweise auf der Nutzlastverkleidung der Atlas V 551 angebracht.

Auf der Nutzlastverkleidung wird meistens ein großes gut sichtbares Logo der Nutzlast angebracht, die sich unter der Verkleidung befindet. Wenn das mehrere Satelliten sind, werden auch mehrere Logos neben- oder untereinander angebracht. Dies kann z. B. bei Ariane-5-Starts oft beobachtet werden. Bei geheimen militärischen Nutzlasten wird entweder gar kein Logo angebracht oder eines, das nichts oder fast nichts über die Nutzlast aussagt.